# ダブリン文学賞
ダブリン文学賞 (the Dublin Literary Award) は、英語で発行された小説に対して授与される最大の国際文学賞。他言語の翻訳作品も審査対象に含まれる。アイルランドのダブリン市議会およびダブリン市図書館の主催により運営されている。1994年の市憲章制定を受け、1996年に開始された。2014年まではコンサルティングを業務とする私企業IMPACの後援を受けて国際IMPACダブリン文学賞 (the International IMPAC Dublin Literary Award) という名称であった。

## 受賞作および最終ノミネート作

### 1990年代
1996年 - デイヴィッド・マルーフ, Remembering Babylon（日本語訳『異境』ISBN 4773812060）
- 候補作:
  - ジョン・バンヴィル, Ghosts
  - V・S・ナイポール, A Way In The World
  - セース・ノーテボーム, The Following Story（日本語訳『これから話す物語』ISBN 410533901X）
  - コニー パルメン, The Laws (日本語訳『天使の法則』ISBN 478971165X)
  - ジョゼ・サラマーゴ, The Gospel According To Jesus Christ
  - Jane Urquhart, Away

1997年 - ハビエル・マリアス, A Heart So White（日本語訳『白い心臓』ISBN 4062095831）
- 候補作:
  - シャーマン・アレクシー, Reservation Blues（日本語訳『リザベーション・ブルース』 ISBN 978-4488016234）
  - ロヒントン・ミストリー, A Fine Balance
  - ズオン・トゥー・フォン, Novel Without A Name
  - アントニオ・タブッキ, Declares Pereira'（日本語訳『供述によるとペレイラは…』ISBN 978-4560071342）
  - ラーシュ・グスタフソン, A Tiller's Afternoon
  - A. J. Verdelle, The Good Negress
  - アラン・ウォーナー, Morvern Callar（日本語訳『モーヴァン』ISBN 4-04-897304-5）

1998年 - ヘルタ・ミュラー, The Land of Green Plums (日本語訳『心獣』ISBN 978-4384052336) 
- 候補作:
  - マーガレット・アトウッド, Alias Grace (日本語訳『またの名をグレイス』ISBN 978-4000248051)
  - アンドレ・ ブリンク, Imaginings of Sand
  - デヴィッド・ダビディーン, The Counting House
  - デヴィッド・フォスター, The Glade within the Grove
  - ジャメイカ・キンケイド, Autobiography of my Mother
  - アール・ラヴレイス, Salt
  - ローレンス・ノーフォーク, The Pope's Rhinoceros
  - グレアム・スウィフト, Last Orders　（日本語訳『ラストオーダー』ISBN 4-12-002722-8）
  - Guy Vanderhaeghe, The Englishman's Boy

1999年 -  アンドリュー・ミラー, Ingenious Pain（日本語訳『器用な痛み』ISBN 4560046921）
- 候補作:
  - ジム・クレイス, Quarantine （日本語訳『四十日』ISBN 978-4309904917）
  - ドン・デリーロ, Underworld (日本語訳『アンダーワールド』ISBN 4105418017, ISBN 4105418025)
  - フランシスコ・ゴールドマン, The Ordinary Seaman
  - イアン・マキューアン, Enduring Love (日本語作品『愛の続き』ISBN 978-4105900212)
  - 村上春樹, The Wind-up Bird Chronicle（日本語作品『ねじまき鳥クロニクル』より翻訳）
  - シンシア・オジック, The Puttermesser Papers
  - ベルンハルト・シュリンク, The Reader (日本語作品『朗読者』ISBN 978-4105900182)

### 2000年代
2000年 - ニコラ・バーカー, Wide Open
- 候補作:
  - マイケル・カニンガム, The Hours（日本語訳『めぐりあう時間たち―三人のダロウェイ夫人』ISBN 978-4000245210）
  - ジャッキー・ケイ（英語版）, Trumpet（日本語訳『トランペット』ISBN 4000611550）
  - コラム・マッキャン（英語版）, This Side of Brightness
  - アリス・マクダーモット, Charming Billy
  - トニ・モリスン, Paradise（日本語訳『パラダイス』 ISBN 4152082038）
  - フィリップ・ロス, I Married a Communist

2001年 - アリステア・マクラウド, No Great Mischief（日本語訳『彼方なる歌に耳を澄ませよ』ISBN 4105900455）
- 候補作:
  - Margaret Cezair-Thompson, The True History of Paradise
  - Silvia Molina, The Love You Promised Me
  - Andrew O'Hagan, Our Fathers
  - ヴィクトル・ペレーヴィン, Buddha's Little Finger
  - コルム・トビーン, The Blackwater Lightship（日本語訳『ブラックウォーター灯台船』ISBN 4879843563）

2002年 - ミシェル・ウエルベック, The Elementary Particles (Atomised)（フランス語作品より翻訳、日本語訳『素粒子』ISBN 4480421777）
- 候補作:
  - ピーター・ケアリー, True History of the Kelly Gang (日本語訳『ケリー・ギャングの真実の歴史』ISBN 978-4152085238)
  - マーガレット・アトウッド, The Blind Assassin (日本語訳『昏き目の暗殺者』ISBN 4152083875)
  - マイケル・コリンズ, The Keepers of Truth
  - Helen DeWitt, The Last Samurai
  - カルロス・フエンテス, The Years with Laura Diaz'
  - Antoni Libera, Madame

2003年 - オルハン・パムク, My Name is Red（日本語訳『わたしの名は紅』ISBN 4894344092）
- 候補作:
  - デニス・ボック（英語版）, The Ash Garden（日本語訳『灰の庭』ISBN 4309203752）
  - Achmat Dangor, Bitter Fruit
  - ペール・オロフ・エンクイスト, The Royal Physician's Visit
  - ジョナサン・フランゼン, The Corrections (日本語訳『コレクションズ』ISBN 978-4105425012)
  - リディア・ジョルジェ, The Migrant Painter of Birds
  - ジョン・マクガハン, That They May Face the Rising Sun (日本語訳『湖畔』ISBN 978-4336051721)
  - アン・パチェット, Bel Canto (日本語訳『ベル・カント』ISBN 4152084812)

2004年 - タハール・ベン＝ジェルーン, This Blinding absence of light（フランス語作品より翻訳、日本語訳『あやまちの夜』 ISBN 4314008830）
- 候補作:
  - ポール・オースター, The Book of Illusions （日本語訳『幻影の書』ISBN 978-4102451144）
  - ウィリアム・ボイド, Any Human Heart
  - サンドラ・シスネロス, Caramelo
  - ジェフリー・ユージェニデス, Middlesex (日本語訳『ミドルセックス』ISBN 4152085541)
  - マギー・ジー, The White Family
  - アミン・マアルーフ, Balthasar's Odyssey (フランス語作品より翻訳)
  - ロヒントン・ミストリー, Family Matters
  - アティーク・ラヒーミー, Earth and Ashes (ダリ語作品より翻訳)
  - オルガ・トカルチュク, House of Day, House of Night (ポーランド語作品より翻訳、日本語訳『昼の家、夜の家』 ISBN 978-4560090121)

2005年 - エドワード・P・ジョーンズ, The Known World（日本語訳『地図になかった世界』ISBN 978-4560090190）
- 候補作:
  - ダイアン・アウェーバック, Gardening at Night
  - ラーシュ・ソービエ・クリステンセン, The Half Brother (ノルウェー語作品より翻訳)
  - Damon Galgut, The Good Doctor
  - Douglas Glover, Elle
  - アルノン・フルンベルク, Phantom Pain (オランダ語作品より翻訳)
  - シャーリー・ハザード, The Great Fire
  - クリストフ・ハイン, Willenbrock (ドイツ語作品より翻訳)
  - フランシス・イタニ, Deafening （日本語訳『遠い音』ISBN 978-4105900489）
  - ジョナサン・レセム, The Fortress of Solitude（日本語訳 『孤独の要塞』ISBN 978-4152089380）

2006年 - コルム・トビーン, The Master
- 候補作:
  - クリス・アバニ, GraceLand
  - Nadeem Aslam, Maps for Lost Lovers
  - ローナン ベネット, Havoc in Its Third Year
  - Jonathan Coe, The Closed Circle
  - Jens Christian Grøndahl, An Altered Light (デンマーク語作品より翻訳)
  - Vyvyane Loh, Breaking the Tongue
  - マルガレート・マッツアンティーニ,  Don't Move (イタリア語作品より翻訳、日本語訳『動かないで』 ISBN 978-4794212252)
  - ヤスミナ・カドラ, The Swallows of Kabul (フランス語作品より翻訳、日本語訳『カブールの燕たち』 ISBN 978-4152087973)
  - トマス・ウォートン（英語版）, The Logogryph

2007年 - ペール・ペッテルソン, Out Stealing Horses (ノルウェー語作品より翻訳、日本語訳『馬を盗みに』ISBN 4560090130)
- 候補作:
  - ジュリアン・バーンズ, Arthur & George, (日本語訳『アーサーとジョージ』ISBN 978-4120048104)
  - Sebastian Barry, A Long Long Way
  - J・M・クッツェー, Slow Man, (日本語訳『遅い男』ISBN 978-4-15-209261-8)
  - ジョナサン・サフラン・フォア, Extremely Loud & Incredibly Close, (日本語訳『ものすごくうるさくて、ありえないほど近い』ISBN 978-4-14-005603-5)
  - Peter Hobbs, The Short Day Dying
  - コーマック・マッカーシー,  (日本語訳『血と暴力の国』ISBN 978-4-594-05461-8)
  - サルマン・ラシュディ, Shalimar the Clown

2008年 - ラウィ・ハージ, De Niro's Game
- 候補作:
  - ハビエル・セルカス, The Speed of Light (スペイン語作品より翻訳)
  - Yasmine Gooneratne, The Sweet & Simple Kind
  - Gail Jones, Dreams of Speaking
  - Sayed Kashua, Let It Be Morning (ヘブライ語作品より翻訳)
  - ヤスミナ・カドラ, The Attack (フランス語作品より翻訳、日本語訳『テロル』ISBN 978-4-15-208805-5)
  - パトリック・マッケーブ, Winterwood
  - アンドレイ・マキーヌ, The Woman Who Waited (フランス語作品より翻訳)

2009年 -  マイケル・トーマス, Man Gone Down
- 候補作:
  - ジュノ・ディアズ, The Brief Wondrous Life of Oscar Wao  (日本語訳『オスカー・ワオの短く凄まじい人生』ISBN 978-4105900892）
  - ジャン・エシュノーズ, Ravel (フランス語作品より翻訳、日本語訳『ラヴェル』ISBN 978-4622073321)
  - モーシン・ハミッド, The Reluctant Fundamentalist（日本語訳『コウモリの見た夢』ISBN 4270006544）
  - Travis Holland, The Archivist's Story
  - Roy Jacobsen, The Burnt-Out Town of Miracles (ノルウェー語作品より翻訳)
  - デイヴィッド・レーヴィット（英語版）, The Indian Clerk
  - インドラ・シンハ（英語版）, Animal's People（日本語訳『アニマルズ・ピープル』ISBN 4152091932）

### 2010年代
2010年 - ゲルブラント・ベッカー, The Twin (ドイツ語作品より翻訳) 
- 候補作:
  - ミュリエル・バルベリ（フランス語版）, The Elegance of the Hedgehog (フランス語作品より翻訳)
  - Robert Edric, In Zodiac Light
  - クリストフ・ハイン（ドイツ語版）, Settlement (ドイツ語作品より翻訳)
  - Zoë Heller, The Believers
  - ジョセフ・オニール（英語版）, Netherland（日本語訳『ネザーランド』ISBN 4152092351）
  - Ross Raisin, God's Own Country
  - マリリン・ロビンソン, Home

2011年 -  コラム・マッキャン, Let the Great World Spin（『世界を回せ』ISBN 4309206220）
- 候補作:
  - Michael Crummey, Galore
  - バーバラ・キングソルヴァー, The Lacuna
  - イーユン・リー, The Vagrants (日本語訳『千年の祈り』ISBN 978-4-10-590060-1)
  - デイヴィッド・マルーフ, Ransom
  - ジョイス・キャロル・オーツ, Little Bird of Heaven
  - Craig Silvey, Jasper Jones
  - コルム・トビーン, Brooklyn（『ブルックリン』ISBN 456009022X）
  - ウィリアム・トレヴァー, Love and Summer (日本語訳『恋と夏』ISBN 978-4-336-05915-4)
  - Evie Wyld, After the Fire, A Still Small Voice

2012年 -  ジョン・マクレガー, Even the Dogs
- 候補作:
  - Jon Bauer, Rocks in the Belly
  - David Bergen, The Matter with Morris
  - ジェニファー・イーガン（英語版）, A Visit From the Goon Squad（日本語訳『ならずものがやってくる』ISBN 4151200827）
  - Aminatta Forna, The Memory of Love
  - Karl Marlantes, Matterhorn
  - Tim Pears, Landed
  - Yishai Sarid, Limassol
  - Cristóvão Tezza, The Eternal Son
  - ウィリー・ヴローティン（英語版）, Lean on Pete（日本語訳『荒野にて』ISBN 4152098449）

2013年 -  ケヴィン・バリー, City of Bohane
- 候補作:
  - ミシェル・ウエルベック, The Map and the Territory (日本語訳『地図と領土』ISBN 978-4-480-83206-1)
  - Andrew Miller, Pure
  - 村上春樹, 『1Q84』
  - ジュリー・オオツカ, The Buddha in the Attic（日本語訳『屋根裏の仏さま』ISBN 4105901257）
  - Arthur Phillips, The Tragedy of Arthur
  - カレン・ラッセル（英語版）, Swamplandia!
  - Sjón, From the Mouth of the Whale
  - Kjersti Annesdatter Skomsvold, The Faster I Walk, The Smaller I Am
  - Tommy Wieringa, Caesarion (ドイツ語作品より翻訳)

2014年 -  フアン・ガブリエル・バスケス, The Sound of Things Falling  (スペイン語作品より翻訳、日本語訳『物が落ちる音』ISBN 978-4879843449)  
- 候補作:
  - Gerbrand Bakker, The Detour (ドイツ語作品より翻訳)
  - Michelle de Kretser, Questions of Travel
  - Patrick Flanery, Absolution
  - カール・オーヴェ・クナウスゴール, A Death In The Family  (ノルウェー語作品より翻訳、日本語訳『わが闘争 - 父の死』ISBN 978-415209562-6)
  - マリー・ンディアイ, Three Strong Women (フランス語作品より翻訳、日本語訳『三人の逞しい女』ISBN 978-4152093134)
  - Andrés Neuman, Traveller of the Century (スペイン語作品より翻訳)
  - Tan Twan Eng, The Garden of Evening Mists

2015年 -  ジム・クレイス, Harvest
- 候補作:
  - リチャード・フラナガン, The Narrow Road to the Deep North (日本語訳『奥のほそ道』ISBN 978-4560096291)
  - ハンナ・ケント（英語版）, Burial Rites（日本語訳『凍える墓』ISBN 4087606996）
  - ベルナルド・クシンスキー（英語版）, K (ポルトガル語作品より翻訳、日本語訳『K - 消えた娘を追って』ISBN 4763407406)
  - アンドレイ・マキーヌ, Brief Loves That Live Forever (フランス語作品より翻訳)
  - コラム・マッキャン, TransAtlantic
  - Mahi Binebine, Horses of God (フランス語作品より翻訳)
  - チママンダ・ンゴズィ・アディーチェ, Americanah (日本語訳『アメリカーナ』ISBN 978-4309207186)
  - アリス・マクダーモット（英語版）, Someone
  - Roxana Barry Robinson, Sparta

2016年 - アキール・シャルマ, Family Life（日本語訳『ファミリー・ライフ』ISBN 4105901435）  
- 候補作:
  - ハビエル・セルカス, Outlaws (スペイン語作品より翻訳)
  - Mary Costello, Academy Street
  - デイヴ・エガーズ（英語版）, Your Fathers, Where Are They? And the Prophets, Do They Live Forever?
  - ジェニー・エルペンベック, The End of Days (ドイツ語作品より翻訳)
  - マーロン・ジェイムズ（英語版）, A Brief History of Seven Killings（日本語訳『七つの殺人に関する簡潔な記録』ISBN 9784152098672）
  - Michel Laub, Diary of the Fall (ポルトガル語作品より翻訳)
  - スコラスティック・ムカソンガ, Our Lady of the Nile (フランス語作品より翻訳)
  - ジェニー・オフィル（英語版）, Dept. of Speculation
  - マリリン・ロビンソン, Lila

2017年 -  ジョゼ・エドゥアルド・アグアルーザ, A General Theory of Oblivion (ポルトガル語作品より翻訳、日本語訳『忘却についての一般論』ISBN 978-4-560-09063-3)  
- 候補作:
  - ミア・コウト, Confession of the Lioness (ポルトガル語作品より翻訳)
  - Anne Enright, The Green Road（日本語訳『グリーン・ロード』ISBN 978-4-560-09080-0）
  - Kim Leine, The Prophets of Eternal Fjord (デンマーク語作品より翻訳)
  - バレリア・ルイセリ, The Story of My Teeth' (スペイン語作品より翻訳、日本語訳『俺の歯の話』ISBN 4560097380)
  - ヴィエト・タン・ウェン（英語版）, The Sympathizer（日本語訳『シンパサイザー』ISBN 4151828516）
  - Chinelo Okparanta, Under the Udala Trees (フランス語作品より翻訳)
  - オルハン・パムク, A Strangeness in My Mind (トルコ語作品より翻訳、日本語訳『僕の違和感』ISBN 978-4152095985)
  - ローベルト・ゼーターラー, A Whole Life (ドイツ語作品より翻訳、日本語訳『ある一生』ISBN 4105901583)
  - ハニヤ・ヤナギハラ, A Little Lifer

2018年 -  マイク・マコーマック, Solar Bone
- 候補作:
  - アリーナ・ブロンスキー（英語版）, Baba Dunja's Last Love (ドイツ語作品より翻訳、日本語訳『ババ・ドゥンヤ 最後の愛』ISBN 4286211800)
  - Yuri Herrera, The Transmigration of Bodies (スペイン語作品より翻訳)
  - Roy Jacobsen, The Unseen (ノルウェー語作品より翻訳)
  - 韓江, Human Acts (韓国語作品より翻訳、日本語訳『少年が来る』ISBN 978-4904855409)
  - Eimear McBride, The Lesser Bohemians
  - アントニオ・モレスコ, Distant Light (イタリア語作品より翻訳)
  - マリー・ンディアイ, Ladivine (フランス語作品より翻訳)
  - Yewande Omotoso, The Woman Next Door
  - エリザベス・ストラウト, My Name is Lucy Barton  (日本語訳『私の名前はルーシー・バートン』ISBN 978-4152096814)

2019年 - エミリー・ラスカヴィッチ, Idaho  (日本語訳『アイダホ』ISBN 978-4-560-09075-6)   
- 候補作:
  - マティアス・エナール, Compass (フランス語作品より翻訳)
  - Emily Fridlund, History of Wolves
  - モーシン・ハミッド, Exit West（日本語訳『西への出口』ISBN 4105901621）
  - Bernard MacLaverty, Midwinter Break
  - ジョン・マグレガー, Reservoir 13
  - Sally Rooney, Conversations with Friends（日本語訳『カンバセーションズ・ウィズ・フレンズ』ISBN 978-4-15-209994-5）
  - ジョージ・ソーンダーズ, Lincoln in the Bardo（日本語訳『リンカーンとさまよえる霊魂たち』ISBN 978-4-309-20743-8）
  - レイチェル・シーファー（英語版）, A Boy in Winter
  - Kamila Shamsie, Home Fire（日本語訳『	帰りたい』ISBN 978-4-560-09074-9）

### 2020年代
2020年 - アンナ・バーンズ, Milkman  (日本語訳『ミルクマン』ISBN 978-4-309-20813-8)   
- 候補作:
  - パット・バーカー, The Silence of the Girls  (日本語訳『女たちの沈黙』ISBN 978-4-15-210198-3)
  - Négar Djavadi, Disoriental (フランス語作品より翻訳)
  - Esi Edugyan, Washington Black  (日本語訳『ワシントン・ブラック』ISBN 978-4-09-356720-6)
  - Tayari Jones, An American Marriage  (日本語訳『結婚という物語』ISBN 978-4-596-55214-3)
  - Édouard Louis, History of Violence (フランス語作品より翻訳)
  - Sigrid Nunez, The Friend  (日本語訳『友だち』ISBN 978-4-10-590163-9)
  - Tommy Orange, There There  (日本語訳『ゼアゼア』ISBN 978-4-909542-31-1)
  - Anuradha Roy, All the Lives We Never Lived
  - オルガ・トカルチュク, Drive Your Plow Over the Bones of the Dead (ポーランド語作品より翻訳)

2021年 - バレリア・ルイセリ,  Lost Children Archive
- 候補作:
  - Bernardine Evaristo - Girl, Woman, Other  (日本語訳『少女、女、ほか』ISBN 978-4-560-09366-5)
  - Colum McCann - Apeirogon  (日本語訳『無限角形 1001の砂漠の断章』ISBN 978-4-15-210230-0)
  - フェルナンダ・メルチョール - Hurricane Season  (日本語訳『ハリケーンの季節』ISBN 978-4-15-210290-4)
  - オーシャン・ヴオン - On Earth We’re Briefly Gorgeous  (日本語訳『地上で僕らはつかの間きらめく』ISBN 978-4-10-590173-8)
  - コルソン・ホワイトヘッド - The Nickel Boys  (日本語訳『ニッケル・ボーイズ』ISBN 978-4-15-209978-5)

2022年 - アリス・ゼニテール,  The Art of Losing (フランス語作品より翻訳)
- 候補作:
  - キャサリン・チッジー - Remote Sympathy
  - David Diop - At Night All Blood is Black (フランス語作品より翻訳)
  - Akwaeke Emezi - The Death of Vivek Oji
  - Danielle McLaughlin - The Art of Falling
  - Leanne Betasamosake Simpson - Noopiming: The Cure for White Ladies

2023年 - カッチャ・オスカンプ,  Marzahn, Mon Amour (ドイツ語作品より翻訳)
- 候補作:
  - アンソニー・ドーア - Cloud Cuckoo Land
  - Kim Thúy - Em (フランス語作品より翻訳)
  - Ivana Sajko - Love Noveli' (クロアチア語作品より翻訳)
  - フェルナンダ・メルチョール - Paradais (スペイン語作品より翻訳)
  - Percival Everett - The Trees

2024年 - ミルチャ・カルタレスク, Solenoid (ルーマニア語作品より翻訳)
- 候補作:
  - Sebastian Barry - Old God’s Time
  - Emma Donoghue - Haven
  - Jonathan Escoffery - If I Survive You
  - Suzette Mayr - The Sleeping Car Porter
  - アレクシス・ライト - Praiseworthy

2025年 -  マイケル・クラミ―, The Adversary
- 候補作:
  - Percival Everett - James
  - Daniel Mason - North Woods
  - Selva Almada - Not a River
  - Paul Lynch - Prophet Song
  - Gerda Blees - We Are light